# 司馬略
司馬 略（しば りゃく、? - 永嘉3年3月9日（309年4月5日））は、西晋の皇族。字は元簡。司馬懿の四弟である司馬馗の孫で高密王司馬泰の子。兄は八王の乱を終結させた東海王司馬越と司馬騰。弟は司馬模ら。

## 生涯
父母を敬い、慈悲深くて優しい性格であった。賢人には慎ましく謙虚に礼儀正しく応対し、父である司馬泰の風格を有していた。
元康元年（291年）、大臣の子弟で声望のある者を選び、皇太子司馬遹の賓友とする事が決められた。司馬略は華恒らと共に抜擢され、並んで左右に侍るようになった。
元康9年（299年）、父がこの世を去ると、その爵位を継いで高密王に封じられた。散騎黄門侍郎・散騎常侍・秘書監を歴任し、洛陽を出て安南将軍・持節・都督沔南諸軍事に任じられ、やがて安北将軍・都督青州諸軍事に移った。司馬略は青州刺史程牧を威圧してこれを追放し、自ら青州を領有するようになった。
永興3年（306年）3月、惤県令劉柏根が数万の兵を擁して妖賊となり、晋朝に反乱を起こして自立して惤公と自称した。淄河に沿って侵攻すると、司馬略は鎮軍将軍劉暾に迎撃を命じたが、劉暾は返り討ちに遭って洛陽へ敗走した。さらに劉柏根は司馬略を攻め立てると、司馬略は聊城に逃走した。その後、劉柏根は安北将軍王浚が討伐した。
永嘉元年（307年）1月、懐帝が即位すると、使持節・都督荊州諸軍事・征南大将軍・開府儀同三司に任じられた。
永嘉2年（308年）、司馬略は襄陽を鎮守した。京兆の流民王逌は叟族郝洛と結託して数千の兵を集め、冠軍に駐屯して城郭を侵犯した。司馬略は参軍崔曠に将軍皮初・張洛らを率いさせて討伐を命じたが、王逌の計略に嵌り敗北した。司馬略は改めて左司馬曹攄に崔曠らを統率させて王逌を攻撃させた。曹攄が王逌と交戦すると、後軍の崔曠はこれに加わらずに密かに撤兵してしまい、援護の無い曹攄は戦いに敗れて戦死した。司馬略は崔曠を罪には問わず、三度崔曠に将軍韓松を率いさせて討伐に赴かせると、王逌は遂に降伏した。
しばらくして、昇進して開府・散騎常侍を加えられた。
永嘉3年（309年）、司馬略はこの世を去った。侍中・太尉を追贈された。子の司馬拠が後を継いだ。